# Фамек (кантон)
Фамек (фр. Canton de Fameck) — кантон во Франции, в регионе Эльзас — Шампань — Арденны — Лотарингия, департамент Мозель, округ Тьонвиль. До марта 2015 года кантон административно входил в состав упразднённого округа Тьонвиль-Эст.
Численность населения кантона в 2007 году составляла 20137 человек. Код INSEE кантона — 57 45. С марта 2015 года код кантона — 57 06, в составе кантона 5 коммун, суммарная численность населения — 39 788 человек (2013), административный центр — коммуна Фамек.

## Коммуны кантона
До марта 2015 года в составе кантона было 3 коммуны:
| Коммуна   | Население | Почтовый индекс | Код INSEE |
| --------- | --------- | --------------- | --------- |
| Фамек     | 12 635    | 57290           | 57206     |
| Монделанж | 5 610     | 57300           | 57474     |
| Ришмон    | 1 879     | 57270           | 57582     |